# Hans-Dieter Dörbaum
Hans-Dieter Dörbaum (* 29. Juni 1945 in Mühlhausen/Thüringen) ist ein deutscher Politiker und war von 1990 bis 2012 zunächst Bürgermeister, später Oberbürgermeister der Stadt Mühlhausen/Thüringen.

## Leben
Hans-Dieter Dörbaum wuchs in Bischofferode auf. Nach einer Ausbildung im Kaliwerk Glückauf Sondershausen studierte er an der Pädagogischen Hochschule Erfurt/Mühlhausen und war als Lehrer für Polytechnik tätig.
Im Rahmen der der politischen Wende wurde er 1990 zum Bürgermeister (seit 1994 Oberbürgermeister) seiner Heimatstadt Mühlhausen/Thüringen gewählt. Im Jahr 1990 war er Mitglied und Kandidat der CDU. Bei der ersten Wiederwahl trat er (parteilos) für die SPD und bei den späteren Wiederwahlen als unabhängiger Kandidat an. Zur Wahl im Jahr 2012 trat Dörbaum nach 22-jähriger Amtszeit nicht mehr an, da er sich zur Ruhe setzen wollte. Am 1. Juli 2012 folgte ihm Johannes Bruns im Amt.
Auch nach seinem Ausscheiden aus der Politik engagiert er sich für das Kulturleben seiner Heimatstadt und war noch einige Zeit im Vorstand des Traditionsverein Mühlhäuser Heimatfeste aktiv, der unter anderem die alljährliche Mühlhäuser Kirmes organisiert. Für die Verdienste während seiner Amtszeit wurde er am 29. Juni 2015 zum Ehrenbürger von Mühlhausen ernannt.